# Potoczek (dopływ Czarnego Dunajca)
Potoczek – potok, dopływ Czarnego Dunajca. Wypływa na wysokości około 632 m na torfowisku Grel po zachodniej stronie miasta Nowy Targ. Spływa przez niezbudowane i bezleśne obszary Kotliny Nowotarskiej, dopiero w końcowym odcinku swojego biegu płynie na krótkim odcinku przez miasto, przecinając ulicę Grel. Na wysokości około 586 m uchodzi do Czarnego Dunajca jako jego lewy dopływ. Posiada lewobrzeżny dopływ wypływający na wysokości około 680 m na Kotlinie Nowotarskiej w północno-zachodniej części miasta. Dopływ ten również płynie głównie przez niezabudowane i bezleśne obszary. 
Cała zlewnia potoku znajduje się na Kotlinie Nowotarskiej w granicach miasta Nowy Targ.